# Идун (тауншип, Миннесота)
Идун (англ. Idun) — тауншип в округе Эйткин, Миннесота, США. На 2000 год его население составило 235 человек.

## География
По данным Бюро переписи населения США площадь тауншипа составляет 96,4 км², из которых 94,8 км² занимает суша, а 1,6 км² — вода (1,64 %).

## Демография
По данным переписи населения 2000 года здесь находились 235 человек, 95 домохозяйств и 62 семьи.  Плотность населения —  2,5 чел./км².  На территории тауншипа расположено 195 построек со средней плотностью 2,1 построек на один квадратный километр. Расовый состав населения: 95,32 % белых, 0,43 % афроамериканцев, 2,98 % коренных американцев и 1,28 % приходится на две или более других рас. Испанцы или латиноамериканцы любой расы составляли 2,13 % от популяции тауншипа.
Из 95 домохозяйств в 25,3 % воспитывались дети до 18 лет, в 62,1 % проживали супружеские пары, в 1,1 % проживали незамужние женщины и в 34,7 % домохозяйств проживали несемейные люди. 30,5 % домохозяйств состояли из одного человека, при том 6,3 % из — одиноких пожилых людей старше 65 лет. Средний размер домохозяйства — 2,47, а семьи — 3,10 человека.
22,6 % населения — младше 18 лет, 7,7 % — в возрасте от 18 до 24 лет, 21,3 % — от 25 до 44, 28,5 % — от 45 до 64, и 20,0 % — старше 65 лет. Средний возраст — 44 года. На каждые 100 женщин приходилось 126,0 мужчин.  На каждые 100 женщин старше 18 приходилось 130,4 мужчин.
Средний годовой доход домохозяйства составлял 29 063 доллара, а средний годовой доход семьи —  40 313 долларов. Средний доход мужчин —  38 750  долларов, в то время как у женщин — 20 000. Доход на душу населения составил 15 193 доллара. За чертой бедности находились 6,8 % семей и 13,3 % всего населения тауншипа, из которых 12,2 % младше 18 и 13,0 % старше 65 лет.